# HMS Revenge (1654)
El HMS Revenge (hasta 1660 Newbury) fue un navío de línea de tercera categoría, clase Speaker, de 52 cañones nominales, construido para la marina de la Commonwealth de Inglaterra en Limehouse, siendo botado en 1654. Fue nombrado por las victorias parlamentarias en las dos batallas de Newbury.
Después de la Restauración en 1660, pasó a llamarse HMS Revenge. Pasó algún tiempo portando la bandera del capitán principal del escuadrón blanco de avanzada del Príncipe Rupert, comandado por Robert Holmes. Entre septiembre de 1670 y marzo de 1672 permaneció asignado a la Flota del Mediterráneo, compartiendo el estatus de buque insignia junto con el HMS Rupert, bajo el mando del vicealmirante Edward Spragge.
En 1666, su armamento había sido elevado a 58 cañones y en 1677 hasta los 62 cañones, aunque fue apartado del servicio activo en 1678 y presumiblemente desguazado.